# British Rail 317 sorozat

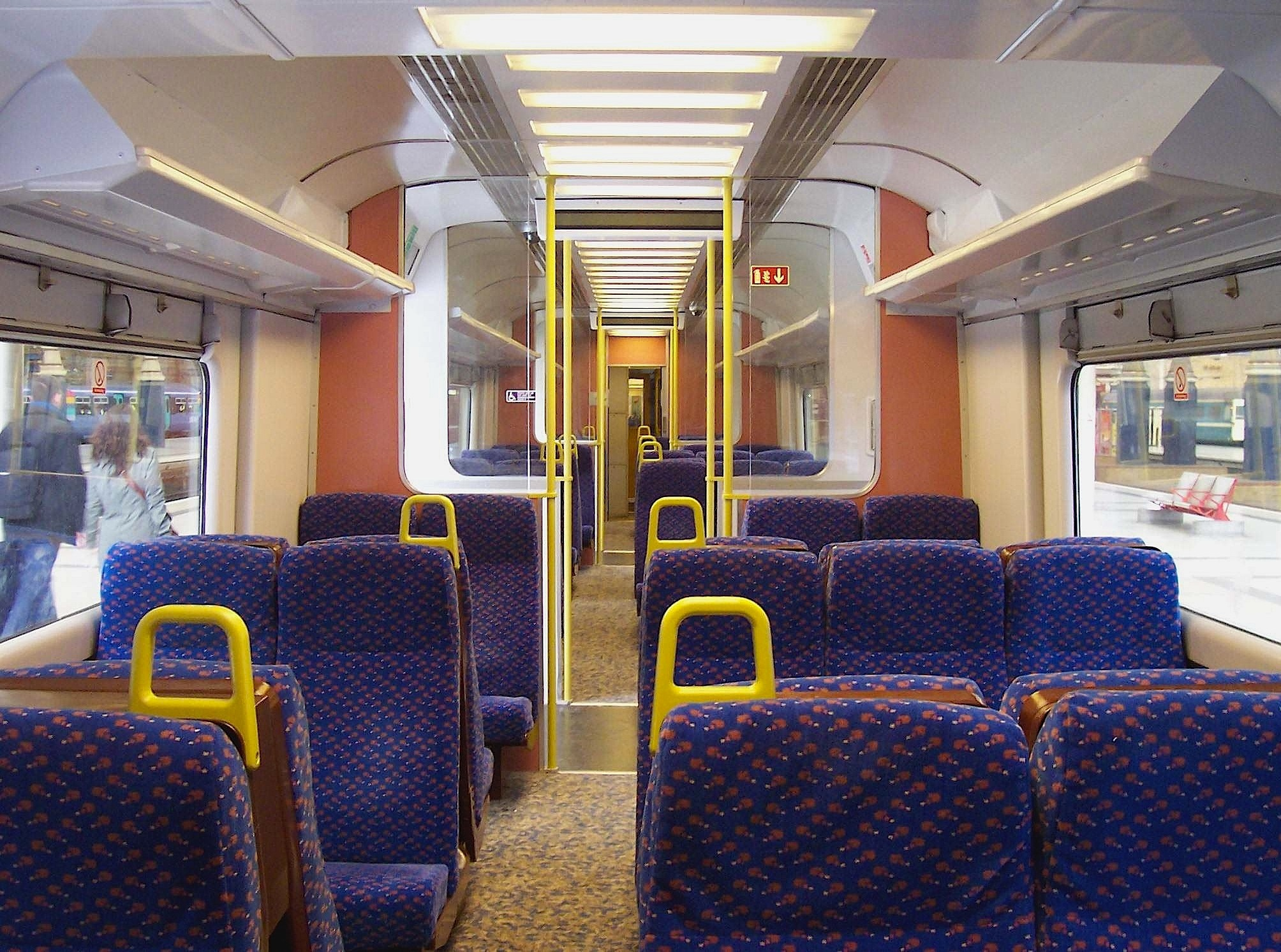
Utastér

A British Rail 317 sorozat egy angol 25 kV 50 Hz-es váltakozó áramú, négyrészes villamosmotorvonat-sorozat. A BREL gyártotta két sorozatban: először 1981 és 1982 között 42 darabot, majd 1985 és 1987 között 24 darabot.